# Liatongus minutus
Liatongus minutus är en skalbaggsart som beskrevs av Victor Ivanovitsch Motschulsky 1860. Liatongus minutus ingår i släktet Liatongus och familjen bladhorningar. Inga underarter finns listade i Catalogue of Life.